# Sphaericus machadoi
Sphaericus machadoi is een keversoort uit de familie klopkevers (Ptinidae). De wetenschappelijke naam van de soort werd in 1994 gepubliceerd door Xavier Bellés.